# Eliseo Grenet
Eliseo Grenet Sánchez (La Habana , Cuba, 12 de junio de 1893; † 4 de noviembre de 1950) fue un pianista compositor y arreglista cubano. Compuso música para revistas musicales y películas. Así mismo es autor de famosas piezas de música bailable cubana. Eliseo tuvo también dos hermanos músicos y compositores: Emilio conocido como «Neno» (1901-1941) y Ernesto (1908-1981). Emilio se hizo compositor cuando un tiburón le atacó e hirió en un brazo y una pierna en 1930. Ernesto fue baterista y líder de la orquesta Tropicana. 

## Biografía
Eliseo estudió música con Mercedes Valenzuela y Leandro Simón Guergué, padre de Moisés Simons. En 1905 tocó el piano en el cine silente de La Caricatura, y en 1909 dirigió la orquesta de zarzuela del teatro Politeama Habanero. Más tarde se unió a la compañía de Regino López en el Teatro Cubano.
En 1925 Grenet fundó su jazz band con la que se presentó en el cabaret Montmatre y en el Jockey Club. La formación incluía a Grenet (piano); Manolo Castro (saxo alto); José Ramón Betancourt (saxo tenor); Pedro Mercado (trompeta); Jorge Bolet (piano sustituto) y Enrique Santiesteban (percusión y cantante). En 1927 se presentó la première de la zarzuela La Niña Rita, o La Habana de 1830 en el Teatro Regina, con música de Grenet y Ernesto Lecuona. De esta zarzuela, la canción de Grenet, el tango-congo ¡Ay Mamá Inés! se hizo popular y continúa siéndolo hoy día. Sus orígenes provienen de una comparsa de 1868, pero en esta nueva versión se convirtió en el tema emblemático de la vedette Rita Montaner. En 1930 le puso música a algunos poemas de Motivos del son, del poeta Nicolás Guillén.
Grenet abandonó Cuba en 1932 tras caer en desgracia con el dictador cubano Gerardo Machado por las letras de su Lamento cubano: Oh, Cuba hermosa, primorosa, ¿por qué sufres hoy tanto quebranto?. Al caer Machado retornó a Cuba. Después viajó a España y en Barcelona dirige la opereta La virgen morena, presentándola también en París, donde tocó piano en el night club La Cueva, del músico Julio Cueva. Allí con su hermano, el percusionista Ernesto, e interpretando La comparsa de los congos, se dio cuenta del potencial de los ritmos de carnaval. Se ha dicho que introdujo la conga en Estados Unidos aunque en esto hay una coincidencia temporal con los trabajos de Lecuona Cuban Boys y el ritmo de la conga.
En 1936, fundó en Nueva York su night-club El Yumurí, en Broadway y Calle 52 en Manhattan. En este club se presentó el cuarteto de Pedro Flores. En 1938 Grenet presentó su revista “La Conga en su club y más tarde presentó un espectáculo en el Teatro Hispano de New York, con el cantante Panchito Riset (Habana, 21 de Octubre 1911-New York, 8 de agosto de 1988).

## Composiciones
Grenet escribió, arregló y, algunas veces dirigió música para revistas musicales y grabó para Columbia Records y Brunswick Records. Su estilo influyó fuertemente en la música afrocubana durante el período comprendido entre las dos guerras mundiales.

### Música de películas
- La Princesa Tam-tam, protagonizada por Joséphine Baker (París).
- Escándalo de estrellas
- Conga bar
- Estampas coloniales, con Miguelito Valdés, México.
- Milonga de arrabal, Buenos Aires.
- Noches cubanas, New York.
- Susana tiene un secreto, Barcelona.

### Zarzuelas
Grenet escribió música para zarzuelas y otras obras para teatro musical.
- La toma de Veracruz, première en 1914 en el Teatro Alhambra de La Habana.
- Bohemia
- Como las golondrinas
- El mendigo
- El santo del hacendado
- El submarino cubano
- El tabaquero (libreto:  Arquímedes Pous).
- La camagüeyana (première en Barcelona 1935).
- La virgen morena (libreto:  Aurelio Riancho).[3]
- Mi peregrina maldita
- La Niña Rita, o La Habana en 1830, coautoría con Ernesto Lecuona.

### Canciones
Grenet escribió numerosas canciones populares entre las que mencionaremos Drume negrita, Las perlas de tu boca, El sitierito, Lamento esclavo, Tabaco verde, La comparsa de los congos, La mora, México, La princesa tam-tam, Papá Montero, Rica pulpa, Mi vida es cantar, Lamento cubano, Negro bembón, Tu no sabe inglé, Sóngoro cosongo y el clásico ¡Ay Mamá Inés!